# Orange Cove
Orange Cove ist eine US-amerikanische Stadt im Fresno County im US-Bundesstaat Kalifornien. Sie hat etwa 9078 Einwohner (Stand: 2010). Die Stadt liegt bei den geographischen Koordinaten 36,62° Nord, 119,31° West. Das Stadtgebiet hat eine Größe von 4,0 km².
Die Bevölkerung Orange Coves besteht fast ausschließlich aus Latinos, und die Ökonomie ist von der Landwirtschaft geprägt.

## Demografie
Bei der Volkszählung 2010 hatte Orange Cove eine Einwohnerzahl von 9.078. Nach der Volkszählung 2010 betrug der Anteil der weißen Bevölkerung 3.940 (43,4 %), es gab 72 (0,8 %) Schwarze, 101 (1,1 %) waren Asiaten und 131 (1,4 %) Indianer.
8.414 (92,7 %) Menschen waren ohne Berücksichtigung ihrer Race hispanisch.
Nach der Volkszählung 2010 lebten 9.078 Menschen (100 % der Bevölkerung) in Privathaushalten.  Es gab 2.068 Haushalte. 1.202 Haushalte (58,1 %) waren von verheirateten Ehepaaren bewohnt, 430 (20,8 %) Haushalte hatten ein weibliches Haushaltsmitglied ohne einen Mann, 222 (10,7 %) hatten ein männliches Haushaltsmitglied ohne eine Frau. Es gab 207 (10 %) verschiedengeschlechtliche nichteheliche Partnerschaften. 174 Haushalte (8,4 %) waren Einpersonenhaushalte, 88 (4,3 %) waren Einpersonenhaushalte mit einer mehr als 65 Jahre alten Person. Die Durchschnittsgröße der Haushalte war 4,39.
3.619 (39,9 %) Menschen waren jünger als 18 Jahre alt, 12,3 % waren zwischen 18 und 24, 2.398 (26,4 %) waren zwischen 25 und 44, 1.435 (15,8 %) waren zwischen 45 und 64 und 512  (5,7 %) waren 65 oder älter.